# تومور توپر پاپیلاری کاذب

بروز نسبی نئوپلاسم‌های گوناگون لوزالمعده.

تومور توپُر پاپیلاری کاذب (انگلیسی: Solid pseudopapillary tumour) یک نئوپلاسم بدخیم با درجهٔ پائین است که در ساختار پاپیلاری لوزالمعده تشکیل می‌شود و عموماً زنان جوان را مبتلا می‌کند.
تومورهای توپُر پاپیلاری کاذب اغلب بدون علامت هستند و به‌طور اتفاقی در تصویربرداری‌های انجام شده به دلایل نامرتبط دیگر شناسایی می‌شوند. در موارد اندکی، این تومورها ممکن است باعث درد شکمی شوند. تومورهای توپُر پاپیلاری کاذب معمولاً در زنان و اغلب در دهه سوم زندگی ظاهر می‌شوند.